# 中皮腫
中皮腫（ちゅうひしゅ、英: Mesothelioma）とは、中皮細胞由来の腫瘍の総称である。多くは悪性であり、わずかに良性のものもある。

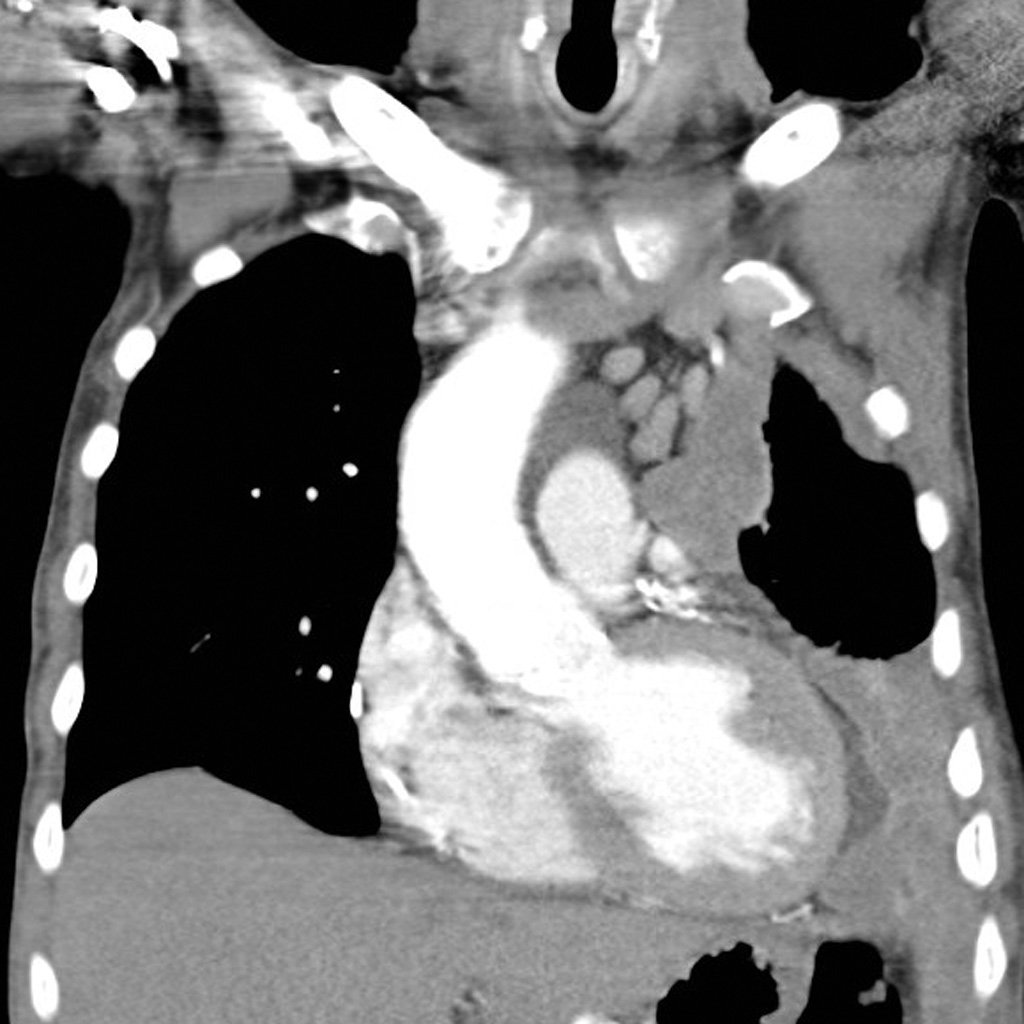

## 種類
主な発生部位は以下の通り。
- 胸膜（Pleura）：胸膜中皮腫（70％）
- 腹膜（Peritoneum）：腹膜中皮腫（20％）
- 心膜（Pericardium）：心膜中皮腫（0.5％）

肺癌の一種と説明する人がいるが、肺ではなく胸膜にできるものである。

## 疫学
多くの場合、石綿（アスベスト）曝露が原因とされている。青石綿（クロシドライト）や茶石綿（アモサイト）が白石綿（クリソタイル）より発癌性が高いと考えられている。
曝露から発病までの期間は、一般的に30年から40年くらいといわれる。詳しい原因追究はいまだ待たれているが、吸い込んだアスベストなどによって惹起されたインターロイキン-6（IL-6）を中心とした炎症が中皮の腫瘍化を促進すると考えられている。
アスベスト被曝は職業上のものが圧倒的である（職業曝露）。しかし、アスベストを取り扱う事業所の近隣住民や、アスベストを取り扱う労働者の家族（労働者の衣服に付着したアスベスト被曝と推測される）にも患者が出ており、これらについてもアスベストとの関連が強く疑われる（環境曝露）。
近年は低濃度環境曝露の方が高濃度職業曝露よりも発癌性が高いと考えられている。
中皮腫と診断された者の中には、主な原因である石綿と自分の仕事との接点がないと思っていたり、仕事以外も含めて一切の接点がないと思う者もいるが、職業歴や居住歴を綿密に拾い上げると石綿との関連が明らかとなってくるケースもある。中皮腫・じん肺・アスベストセンターでは、「中皮腫で石綿との接点が見つからないと思われている方」に向けた啓発文を出している。
しかしながら、ごく少数ではあるが、アスベスト被曝の可能性が考えにくい群にも悪性中皮腫が認められることがあり、アスベストだけが単一の原因でないことが推測される。実際、凝灰岩などに含まれる沸石の一種エリオン沸石 (Erionite) も同様に中皮腫を引き起こすことがカッパドキアやアメリカ合衆国で確認されており、エリオン沸石はアスベスト同様に発癌性物質に位置付けられている。
アスベスト曝露と喫煙のリスクを併せ持つ人の肺ガンの罹患率が数倍から50倍になることが指摘されているが、中皮種と喫煙の関連は医学的にはない。
また疫学的観点から、2030年前後にこの疾患はピークを迎えると考えられている。

## 病理

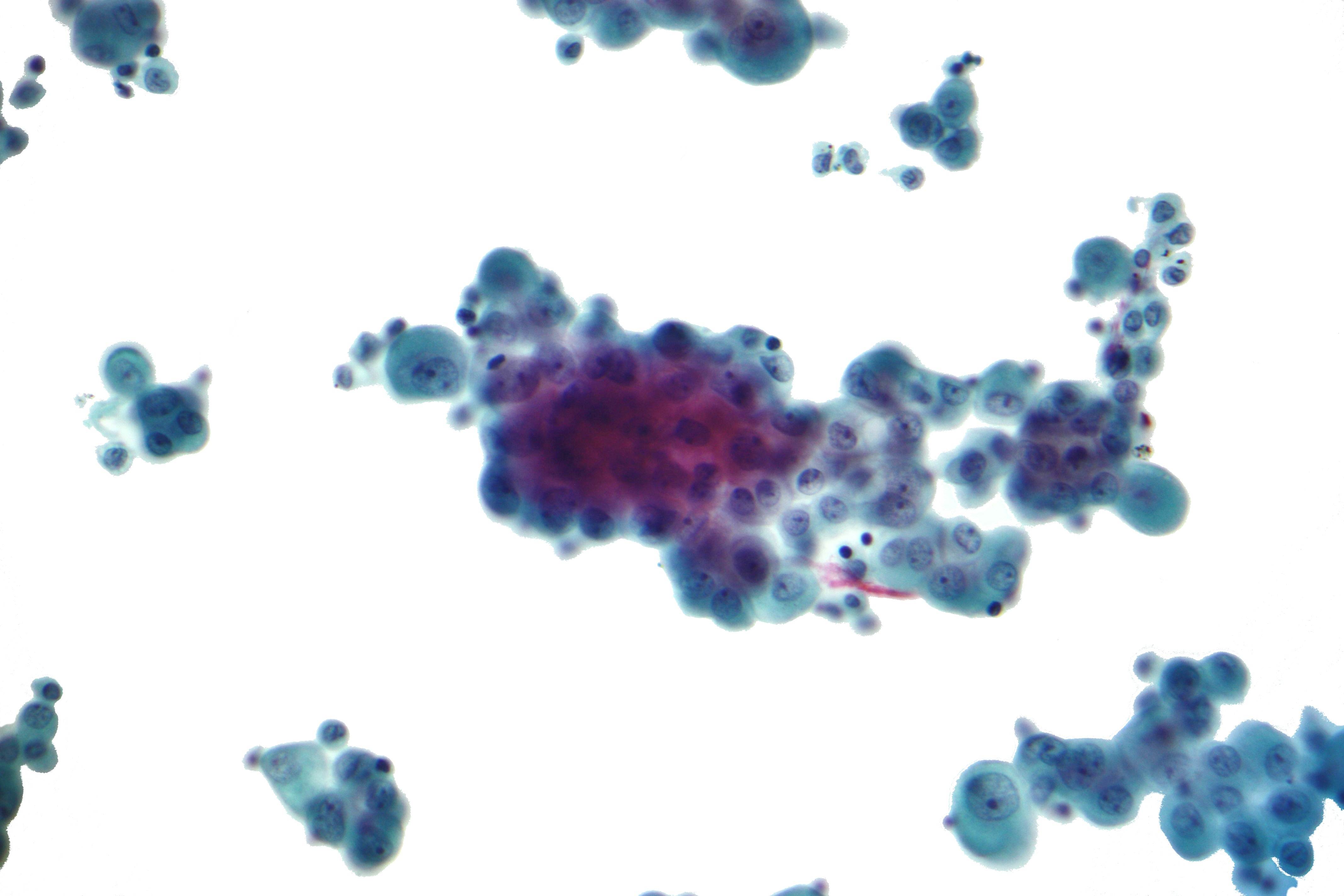
中皮腫の顕微鏡写真

- 類上皮
- 肉腫様
- 二相性（混合）

## 臨床像
初発症状に乏しいことが多い。進行例で症状が発現することが多い。症状としては胸膜浸潤による胸水の貯留による呼吸困難が強く出てくる。肺癌と異なり血痰を初発にすることはまずない。
転移形式や浸潤など、いまだ多くのことが不明である。そのため、固形の悪性腫瘍はTNM分類を用いて進行度を評価するが、その評価形式に疑問が投げかけられている。（現時点では肺癌のそれを用いて進行度を評価している。）
浸潤はびまん性で、横隔膜を伝うような形で腹膜に浸潤することもある。また縦隔を通って心膜に腫瘍を形成すると拡張不全による心不全がおこる。
びまん性の浸潤だが、腫瘤の形成もきたしうる。
腹膜発生のものは、進行すると腹部膨満、腹痛、食欲不振、悪心・嘔吐、腹水など。
末期では腫瘍が腸管に癒着し、腹腔内臓器が一塊となる。

## 検査
- 画像所見：多くの場合、X線ではextrapleural signや胸水貯留を認める。通常は片側性である。胸部CTでも同様の所見を得ることが出来る。またFDG-PETでは、集積像を認める。
- 胸水の細胞診では、腫瘍細胞を認めることがある。
- 組織：生検はきわめて重要で確定診断をする最大の根拠となる。HE染色では肺癌との鑑別が難しいことが多い。免疫染色が有用であり、カルレチニンなどの陽性マーカーとCEAなどの陰性マーカーとを組み合わせて診断する。
- 腫瘍マーカーとしてヒアルロン酸やCYFRAがある。CEAは陰性であり肺癌との鑑別に有用である。また血算では血小板が高値となる。

## 治療
肺癌に準じたTNM分類を用いてステージIIまでには外科療法も行われる。ステージIII以降は化学療法が中心である。
- 外科手術

手術適応症例は胸膜肺全摘術（胸膜と肺、横隔膜の一部を摘出して、再建を行う。）
- 放射線治療
- 免疫療法  切除不能な胸膜中皮腫の化学療法後の治療（セカンドライン）として、2018年8月にニボルマブ（商品名オプジーボ®）が承認されている。
- 化学療法

あまり奏効する薬剤は無いとされていたが、悪性胸膜中皮腫治療薬として2007年1月にペメトレキセド（商品名アリムタ®）が承認され、シスプラチン（CDDP）との併用である程度の効果をあげている。
- 支持療法:疼痛緩和、胸水のコントロールなどがある。

## 予後
臓器転移を起こすことはほとんどないものの、診断時にすでに広範囲に進展し、根治手術が不可能であることが多い。予後はきわめて不良で、1年生存率が50%、2年生存率が20%である。

## 支援団体
中皮腫患者や家族を支援する団体として、中皮腫サポートキャラバン隊や中皮腫・アスベスト疾患・患者と家族の会がある。